# كارين بليس
كارين بليس (بالإنجليزية: Karen Bliss)‏ هي دراجة أمريكية، ولدت في 19 ديسمبر 1963 في Lewisburg, Pennsylvania ‏ في الولايات المتحدة.

## وصلات خارجية
- كارين بليس على موقع أرشيف الدراجات (الإنجليزية)
- كارين بليس على موقع إحصائيات الدراجات الإحترافية (الإنجليزية)